# Siün
El Siün - Сюнь (rus) - és un riu de Rússia, afluent per l'esquerra del Bélaia. Passa per la República de Baixkíria i pel Tatarstan. Té una llargària de 209 km i drena una conca de més de 4.500 km². Neix a les muntanyes de Bugulmà i Belebei. Té un règim principalment nival.